# Winx svijet
Winx svijet (eng. World of Winx) je talijanska animirana televizijska serija, nastavak serije Winx Club. Kao i izvornu seriju, Winx svijet su proizveli Rainbow S.p.A., te stvaratelj izvorne serije Iginio Straffi. Sastoji se od dvije sezone od ukupno 26 epizoda te je premijerno prikazana na Netflixu od 4. studenoga 2016. do 16. lipnja 2017.

## Radnja
Djevojke iz Winxa vraćaju se u Gardeniju, Bloomin rodni grad na Zemlji, gdje rade na reality televizijskom programu koji pronalazi djecu i tinejdžere različitih talenata. Međutim, talentiranim kandidatima prijati Kradljivac talenata koje vile moraju uhvatiti i razotkriti dok skrivaju svoj identitet vila pred zemaljskim ljudima. U prvoj sezoni, Winx postižu novu razinu »čarobne transformacije« koja se zove Dreamix. Povremeno im pomaže njihova dobra prijateljica i kolegica vila Roxy, vlasnica Frutti Music Bara.
U drugoj sezoni, Winx dobivaju nove misije od duha iz Svijeta snova. Upoznaju krajicu Svijeta snova te saznaju za njezinu tešku prošlost. Njihova misija je vratiti kraljicu na dobar put na kojem je nekoć bila tako što će je ponovno ujediniti s njezinom izgubljenom ljubavi, Petrom Panom. Njihove Dreamix transformacije i moći nadograđene su na novu transformaciju zvanu Onyrix.

## Objava
Prva sezona je u cijelosti objavljena 4. studenoga 2016., a druga 17. lipnja 2017. na Netflixu. Obje sezone su na hrvatskom Netflixu dostupne od 1. veljače 2022. S obzirom da serija nije sinkronizirana hrvatski jezik, engleska sinkronizacija obje sezone s hrvatskim prijevodom emitirala se na Mini TV od 8. do 17. ožujka 2023.

## Epizode
| Sezona | Sezona | Epizode | Epizode | Originalna objava  | Originalna objava  |
| ------ | ------ | ------- | ------- | ------------------ | ------------------ |
|        | 1.     | 13      | 13      | 4. studenoga 2016. | 4. studenoga 2016. |
|        | 2.     | 13      | 13      | 16. lipnja 2017.   | 16. lipnja 2017.   |

### Prva sezona (2016.)
| Br. u seriji | Br. u sezoni | Hrvatski naslov Engleski naslov                                 | Nadnevak objave    | Hrvatski nadnevak prikazivanja |
| ------------ | ------------ | --------------------------------------------------------------- | ------------------ | ------------------------------ |
| 1.           | 1.           | "Kradljivac talenata" "The Talent Thief"                        | 4. studenoga 2016. | 8. ožujka 2023.                |
| 2.           | 2.           | "Nove moći" "New Powers"                                        | 4. studenoga 2016. | 9. ožujka 2023.                |
| 3.           | 3.           | "Legenda o čovjeku krokodilu" "The Legend of the Crocodile Man" | 4. studenoga 2016. | 9. ožujka 2023.                |
| 4.           | 4.           | "Čudovište ispod grada" "The Monster Under the City"            | 4. studenoga 2016. | 9. ožujka 2023.                |
| 5.           | 5.           | "Traži se stilist" "Stylist Wanted"                             | 4. studenoga 2016. | 10. ožujka 2023.               |
| 6.           | 6.           | "Tjedan mode" "The Fashion Week"                                | 4. studenoga 2016. | 10. ožujka 2023.               |
| 7.           | 7.           | "Natjecanje kuhara" "The Chef Contest"                          | 4. studenoga 2016. | 10. ožujka 2023.               |
| 8.           | 8.           | "Šaman" "The Shaman"                                            | 4. studenoga 2016. | 11. ožujka 2023.               |
| 9.           | 9.           | "Srušeni snovi" "Shattered Dreams"                              | 4. studenoga 2016. | 11. ožujka 2023.               |
| 10.          | 10.          | "Opasne vode" "Dangerous Waters"                                | 4. studenoga 2016. | 11. ožujka 2023.               |
| 11.          | 11.          | "Sjene u snijegu" "Shadows on the Snow"                         | 4. studenoga 2016. | 12. ožujka 2023.               |
| 12.          | 12.          | "Urar" "The Watchmaker"                                         | 4. studenoga 2016. | 12. ožujka 2023.               |
| 13.          | 13.          | "Kraljičin pad" "The Fall of the Queen"                         | 4. studenoga 2016. | 12. ožujka 2023.               |

### Druga sezona (2017.)
| Br. u seriji | Br. u sezoni | Hrvatski naslov Engleski naslov                                      | Nadnevak objave  | Hrvatski nadnevak prikazivanja |
| ------------ | ------------ | -------------------------------------------------------------------- | ---------------- | ------------------------------ |
| 14.          | 1.           | "Nigdjezemska" "Neverland"                                           | 16. lipnja 2017. | 13. ožujka 2023.               |
| 15.          | 2.           | "Sin Petra Pana" "Peter Pan's Son"                                   | 16. lipnja 2017. | 13. ožujka 2023.               |
| 16.          | 3.           | "Čovjek aligator" "The Alligator Man"                                | 16. lipnja 2017. | 13. ožujka 2023.               |
| 17.          | 4.           | "Sirene na Zemlji" "Mermaids on Earth"                               | 16. lipnja 2017. | 14. ožujka 2023.               |
| 18.          | 5.           | "Uzbuđenja u modnoj školi" "Fashion School Thrills"                  | 16. lipnja 2017. | 14. ožujka 2023.               |
| 19.          | 6.           | "Djevojka u zvijezdama" "The Girl in the Stars"                      | 16. lipnja 2017. | 14. ožujka 2023.               |
| 20.          | 7.           | "Cvijet u snijegu" "A Flower in the Snow"                            | 16. lipnja 2017. | 15. ožujka 2023.               |
| 21.          | 8.           | "Tigrasti ljiljan" "Tiger Lily"                                      | 16. lipnja 2017. | 15. ožujka 2023.               |
| 22.          | 9.           | "Heroj će doći" "A Hero Will Come"                                   | 16. lipnja 2017. | 15. ožujka 2023.               |
| 23.          | 10.          | "Tehnočarobna zamka" "Technomagic Trap"                              | 16. lipnja 2017. | 16. ožujka 2023.               |
| 24.          | 11.          | "Jimova osveta" "Jim's Revenge"                                      | 16. lipnja 2017. | 16. ožujka 2023.               |
| 25.          | 12.          | "Stari prijatelji i novi neprijatelji" "Old Friends and New Enemies" | 16. lipnja 2017. | 16. ožujka 2023.               |
| 26.          | 13.          | "Zvončica se vratila" "Tinkerbell Is Back"                           | 16. lipnja 2017. | 17. ožujka 2023.               |